# جائزة الكرة الذهبية 1988
جائزة الكرة الذهبية 1988، جائزة سنوية تُعطى لأفضل لاعب كرة القدم في العالم من طرف مجلة فرانس فوتبول الفرنسية، كما تقرره لجنة دولية من الصحفيين الرياضيين، وفاز بالجائزة في 1988 اللاعب الهولندي ماركو فان باستن لاعب إيه سي ميلان.

## الترتيب
| الترتيب | اللاعب          | النادي       | الجنسية | النقاط |
| ------- | --------------- | ------------ | ------- | ------ |
| 1       | ماركو فان باستن | إيه سي ميلان | هولندا  | 129    |
| 2       | رود خوليت       | إيه سي ميلان | هولندا  | 88     |
| 3       | فرانك ريكارد    | إيه سي ميلان | هولندا  | 45     |